# Planlovreformen
Planlovreformen i Danmark var et sæt af love, der blev gennemført over en kort årrække:
1. etape (1969) omfattede vedtagelse af by- og landzoneloven samt omskrivning af naturfredningsloven.
2. etape (1973) omfattede vedtagelse af lands- og regionplanloven samt loven om regionplanlægning i hovedstadsrådet.
3. etape (1975) omfattede vedtagelse af kommuneplanloven (ikrafttrådt 1. februar 1977).
Planlovreformen må ses i forbindelse med kommunalreformen i 1970, hvorved det tidligere købstads- og sognekommuner blev afløst af nye storkommuner og nye storamter.

## Baggrund
Planlovreformen blev gennemført under indtryk af bebyggelses- og trafikudviklingen i 1960-erne. Denne var udviklet voldsomt, hvilket havde ført til en tilfældig byudvikling (byspredning), tab af værdifulde landbrugsarealer og områder af betydning for naturfredning, friluftsliv med mere.
Ligeledes var der i løbet af 1960-erne udviklet et bredt politisk ønske om, at borgerne skulle inddrages mere i de beslutninger, som de offentlige myndigheder (kommunalbestyrelser, amtsråd) skulle træffe om anvendelsen af landets arealressourcer uanset, om de måtte have en egen interesse (fx som ejer af arealerne) eller ej.

## Lovenes indhold
By- og landzoneloven havde til formål at inddele hele landet i byzoner og landzoner samt sommerhusområder. Byzoner var områder, der var udlagt til byudviklingsformål, mens landzoner i princippet skulle friholdes for yderligere bebyggelse.
Blandt naturfredningslovens bestemmelser var en såkaldt strandbeskyttelseslinje på 100 m, der forbød nogen som helst former for indgreb i landzone uden, at der forudgående var givet tilladelse fra fredningsnævnet. Ligeledes fandtes en 100 m beskyttelseszone omkring jordfaste fortidsminder. Foruden disse bestemmelser fandtes byggelinjer, inden for hvilket fredningsnævnet skulle give forudgående tilladelse forud for ethvert byggeri. Byggelinjerne var: 300 m for offentlige skove og private skove over 20 ha, 150 m fra søer med en vandoverflade på 3 ha og fra vandløb med en bundbredde på mindst 4 m samt 150 m fra hovedlandeveje og landeveje.
Ligeledes indeholdt loven bestemmelser om et såkaldt fredningsplanarbejde, hvor der gennem analyse af naturfredningsmæssige interesser skulle udformes planer, der kunne tinglyses på de berørte arealer og hvis formål var at sikre naturfrednings- og friluftsinteresser.
Lands- og regionplanloven gjorde det lovpligtigt for alle amter at udarbejde nye regionplaner, hvilket skulle ske med borgernes aktive deltagelse. På lignende måde fastlagde loven om regionplanlægning i hovedstadsområdet, at der for hovedstadsområdet (omfattende Københavns Amt, Frederiksborg Amt og Roskilde Amt samt Københavns Kommune og Frederiksberg Kommune) skulle udarbejdet een samlet regionplan på lignende vilkår. Regionplanerne skulle have gyldighed for 12 år, men kunne (og skulle) løbende suppleres og revideres.
Kommuneplanloven gjorde det lovpligtigt for alle kommuner dels at udarbejde oversigtlige planer for kommunerne, idet der først skulle udarbejdes et debatoplæg, der skulle angive de planlægningsmæssige forudsætninger (fx forventet befolkningsudvikling, planlagte vejanlæg og andre tekniske anlæg, natur- og friluftsinteresser, råstofinteresser med mere) og de valgmuligheder, som den fremtidige udvikling i arealanvendelsen ville kunne ske efter, hvilke borgerne der efter skulle have mulighed for at studere og komme med kommentarer og forslag til ændringer til. Kommuneplanerne skulle vedtages af kommunalbestyrelsen og have gyldighed for 12 år, men kunne (og skulle) løbende suppleres og revideres.
Ligeledes indeholdt loven bestemmelser om udarbejdelse af lokalplaner for nærmere fastlagte områder for at muliggøre en ændring i den fremtidige arealanvendelse, forudsætningerne herfor og de nærmere betingelser (fx afgrænsning af byggeområder, tilladt byggehøjde og dettes udformning samt dets anvendelse, tekniske anlæg, friarealer, beskyttelse af beplantning med mere).
Som helhed var planlovreformen tænkt som en stramning af lovreglerne for planlægning og arealanvendelse og en sikring af borgernes mulighed for at stifte bekendtskab med sådanne planer og gennem deres forslag og kommentarer at påvirke dem.